# Cardenete
Cardenete là một đô thị trong tỉnh Cuenca, cộng đồng tự trị Castile-La Mancha Tây Ban Nha. Đô thị này có diện tích là 97,51 ki-lô-mét vuông, dân số năm 2009 là 623 người với mật độ 6,39 người/km². Đô thị này có cự ly 65 km so với tỉnh lỵ Cuenca.